# Condado de Sieradz
Condado de Sieradz (polaco: powiat sieradzki) é um powiat (condado) da Polónia, na voivodia de Łódź. A sede do condado é a cidade de Sieradz. Estende-se por uma área de 1491,04 km², com 121 463 habitantes, segundo o censo de 2005, com uma densidade de 81,46 hab/km².

## Divisões admistrativas
O condado possui:
Comunas urbanas: Sieradz
Comunas urbana-rurais: Błaszki, Warta, Złoczew
Comunas rurais: Brąszewice, Brzeźnio, Burzenin, Goszczanów, Klonowa, Sieradz, Wróblew
Cidades: Sieradz, Błaszki, Warta, Złoczew

## Demografia
População (dados de 30 de Junho de 2005):
|          | Total   | Total | Mulheres | Mulheres | Homens  | Homens |
| -------- | ------- | ----- | -------- | -------- | ------- | ------ |
|          | pessoas | %     | pessoas  | %        | pessoas | %      |
| Total    | 121 463 | 100   | 62 093   | 51,1     | 59 370  | 48,9   |
| Cidades  | 53 288  | 100   | 27 937   | 52,4     | 25 351  | 47,6   |
| Povoados | 68 175  | 100   | 34 156   | 50,1     | 34 019  | 49,9   |